# Oliver Skipp
Oliver William Skipp, född 16 september 2000, är en engelsk fotbollsspelare som spelar för Leicester City Fc

## Karriär
Skipp är född i Welwyn Garden City och började spela fotboll i Bengeo Tigers. 2013 gick han till Tottenham Hotspur.
Den 29 augusti 2018 skrev Skipp på ett treårskontrakt med Tottenham. Skipp gjorde sin tävlingsdebut för Tottenham den 31 oktober 2018 i en 3–1-vinst över West Ham United i Ligacupen, där han blev inbytt i den 84:e minuten mot Christian Eriksen. Den 5 december 2018 gjorde Skipp sin Premier League-debut i en 3–1-seger över Southampton, där han blev inbytt i den 87:e minuten mot Kieran Trippier. 10 dagar senare gjorde Skipp sin första match som startspelare mot Burnley, vilket slutade med en 1–0-vinst för Tottenham.
Den 17 juli 2020 skrev Skipp på ett nytt treårskontrakt med Tottenham. Den 17 augusti 2020 lånades han ut till Norwich City på ett låneavtal över säsongen 2020/2021.

## Karriärstatistik
| Klubb                 | Säsong             | Liga               | Liga    | Liga | FA-cupen | FA-cupen | Ligacupen | Ligacupen | Övrigt  | Övrigt | Totalt  | Totalt |
| Klubb                 | Säsong             | Division           | Matcher | Mål  | Matcher  | Mål      | Matcher   | Mål       | Matcher | Mål    | Matcher | Mål    |
| --------------------- | ------------------ | ------------------ | ------- | ---- | -------- | -------- | --------- | --------- | ------- | ------ | ------- | ------ |
| Tottenham Hotspur U23 | 2017/2018          | —                  | —       | —    | —        | —        | —         | —         | 2       | 0      | 2       | 0      |
| Tottenham Hotspur U23 | 2018/2019          | —                  | —       | —    | —        | —        | —         | —         | 1       | 0      | 1       | 0      |
| Tottenham Hotspur U23 | Totalt             | Totalt             | —       | —    | —        | —        | —         | —         | 3       | 0      | 3       | 0      |
| Tottenham Hotspur     | 2018/2019          | Premier League     | 8       | 0    | 2        | 0        | 2         | 0         | 0       | 0      | 12      | 0      |
| Tottenham Hotspur     | 2019/2020          | Premier League     | 7       | 0    | 1        | 0        | 1         | 0         | 2       | 0      | 11      | 0      |
| Tottenham Hotspur     | Totalt             | Totalt             | 15      | 0    | 3        | 0        | 3         | 0         | 2       | 0      | 23      | 0      |
| Norwich City (lån)    | 2020/2021          | Championship       | 45      | 1    | 2        | 0        | 0         | 0         | —       | —      | 47      | 1      |
| Totalt i karriären    | Totalt i karriären | Totalt i karriären | 60      | 1    | 5        | 0        | 3         | 0         | 5       | 0      | 73      | 1      |

1. 1 2  Matcher i EFL Trophy.
2. ↑  Matcher i Uefa Champions League.